# 활동주의

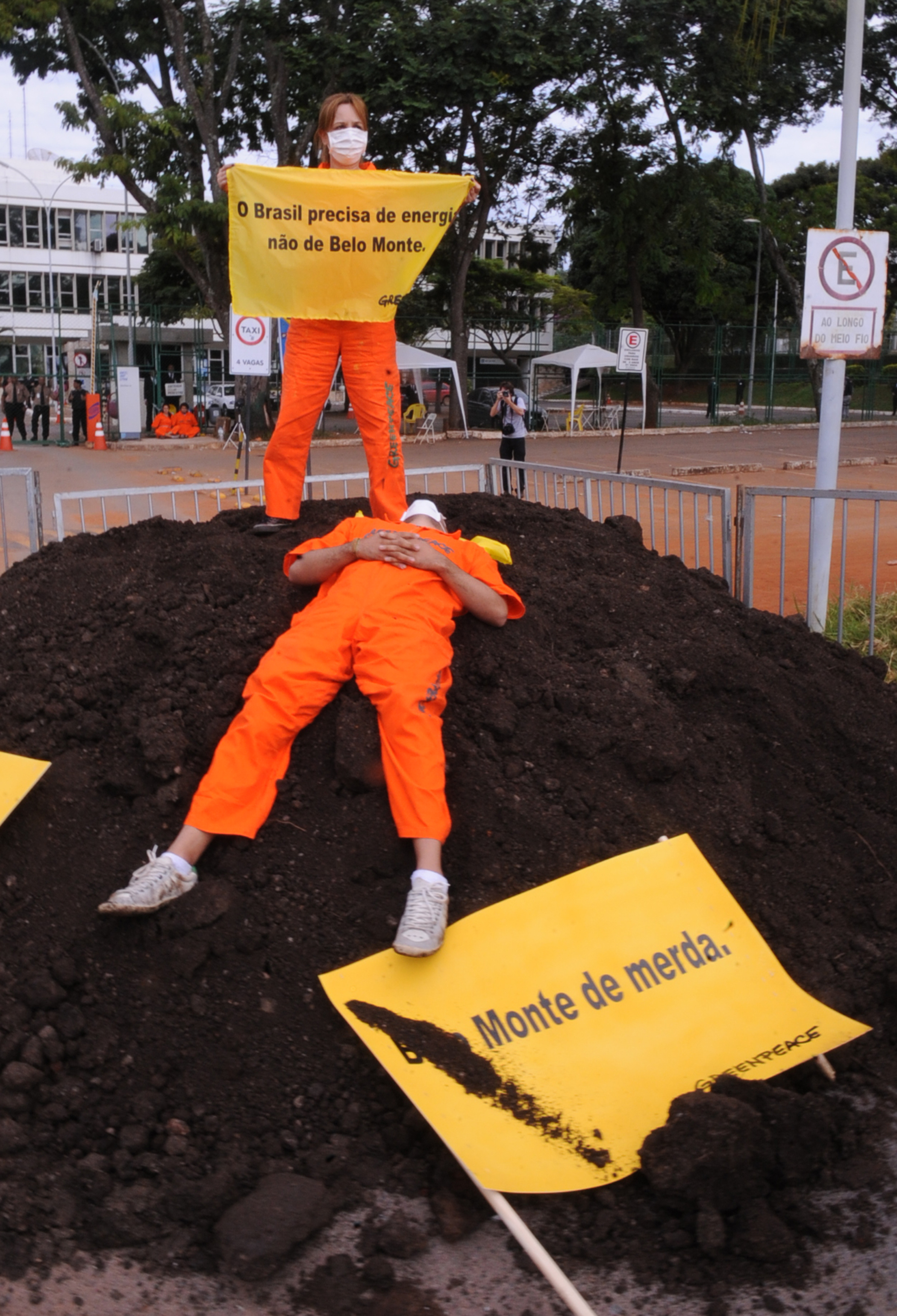

활동주의(活動主義, 영어: activism) 또는 실천주의(實踐主義)는 사회적 · 정치적 변화를 가져올 목적으로 의도적인 행동을 하는 원리이다. 논란이 있는 문제의 해결을 위한 수단으로 사용된다.

## 같이 보기
- 활동가
- 행동주의